# Jaxa av Köpenick

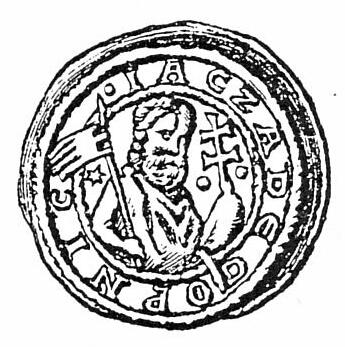
Brakteat präglad i Jacza av Köpenicks namn.

Jaxa av Köpenick, även stavat Jacza de Copnic eller Jaczo, född före 1130, död i februari 1176, var en västslavisk furste. Han omtalas i tyska källor som borgherre av Köpenick och furste över sprevanerna, och lät under 1150- och 1160-talet prägla mynt i sitt namn. Vissa sentida forskare har även identifierat honom som identisk med fursten som i polska källor omnämns som Jaksa av Miechów; denna identifikation har dock ifrågasatts av andra historiker, bland andra Gerard Labuda och Norman Davies.

## Furste av sprevanerna
Hans furstendöme i regionen omkring nuvarande Berlin avgränsades ungefär av Fürstenwalde i öster, där hans furstendöme gränsade till Lubusz som då lydde under hertigdömet Storpolen. I söder omfattade hans territorium Teupitz, Storkow och Beeskow, i sydväst Zossen och Mittenwalde samt Treptow och Stralau i väster, fram till vadstället vid Spreeinsel där Berlins och Cöllns historiska centrum senare växte fram. I nordost tros Jaxas furstendöme ha sträckt sig fram till Bad Freienwalde vid Oder.
Under 1150-talet var Jaxa inblandad i en maktkamp med den östsachsiske markgreven Albrekt Björnen om hevellernas rike omkring floden Havel, efter att den hevelliske fursten Pribislav Henrik, möjligen svåger till Jaxa, avlidit och testamenterat sitt furstendöme till Albrekt Björnen. Borgen i Brandenburg an der Havel intogs av Jaxa 1157, men borgen tvingades snart därefter åter kapitulera till Albrekt Björnens trupper, så att Havelland och Zauche, trakten väster om nuvarande Berlin, kom att bli del av det nybildade markgrevskapet Brandenburg. Jaxa fortsatte att regera över Sprees floddal från sin borg i Köpenick, och gränsen mellan hans och Albrekt Björnens territorier gick ungefär där centrala Berlin ligger idag. Under slutet av 1160-talet övergick makten över Köpenicks borglän och sprevanernas furstendöme till hertigarna av Pommern, Bogislav I och Kasimir I.

## Polsk storman
Under 1160-talet och 1170-talet omnämns en Jaxa, möjligen identisk med Jaxa av Köpenick, som mäktig storman i Polen, med ägor i bland annat Schlesien, Lublinregionen och Lillpolen. 1162 reste han till det heliga landet. Jaxa lät grunda klostret i Miechów i Lillpolen för kaniker som han tagit med sig från Jerusalem, och han begravdes i klostret efter sin död 1176.

## Myter och minnesmärken

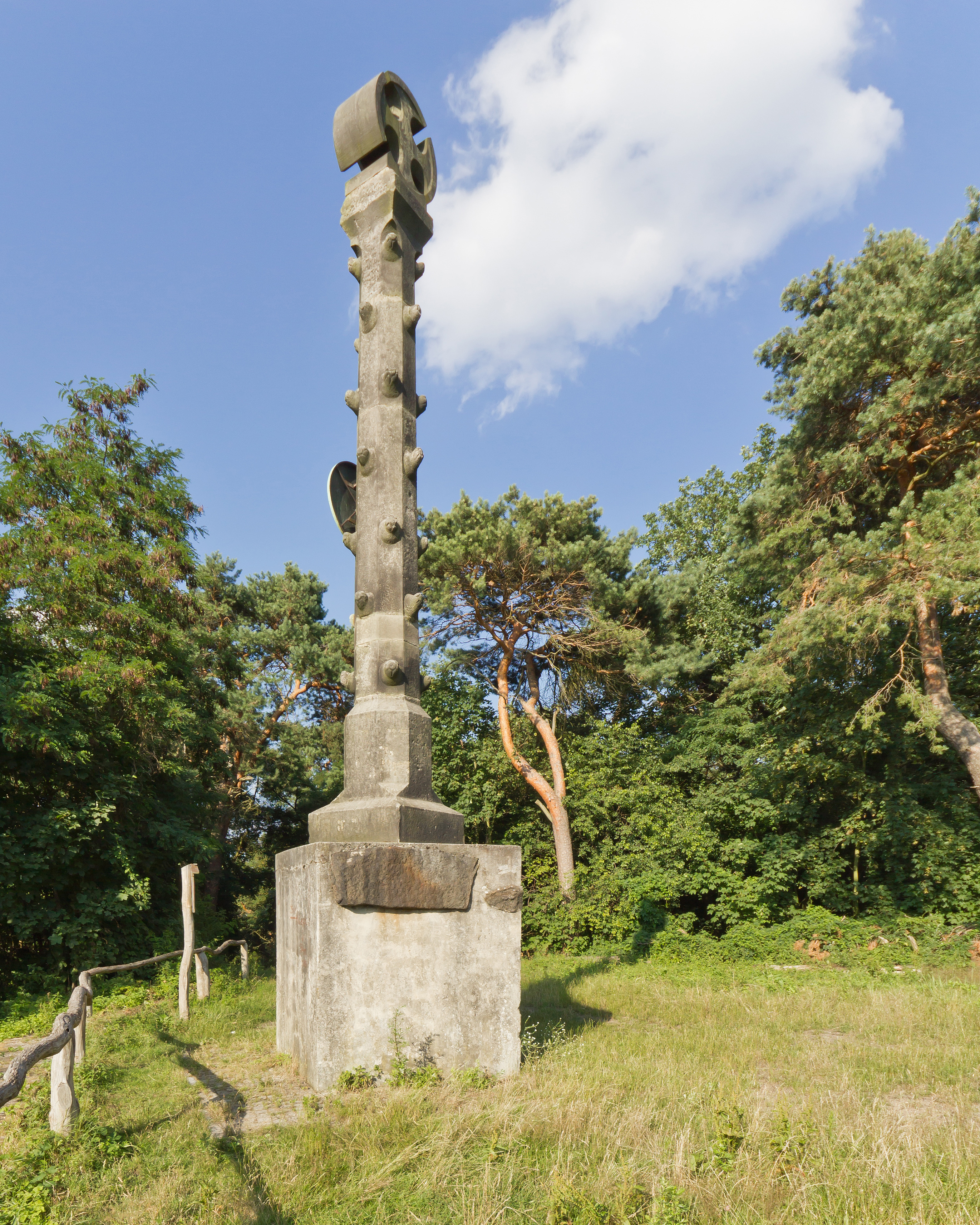
Schildhornmonumentet i Grunewald.

Jaxas centrala roll i staden Berlins förhistoria och kampen om regionen gav under 1800-talet upphov till flera grundningsmyter. Jacza ska enligt en av dessa lokala traditioner ha flytt från Albrekt Björnens trupper över floden Havel, nära Spandau, efter att ha givit upp borgen i Brandenburg an der Havel. Med hjälp av skölden skulle han därvid ha hållit sig flytande och hängt upp skölden på ett träd på halvön Schildhorn i nuvarande västra Berlin, som tack till den kristne guden.
I Berlinstadsdelen Wilhelmstadt väster om floden Havel finns ett litet torn rest i början av 1900-talet med en relief över flykten. På halvön Schildhorn i Grunewald på östra sidan av floden finns ett monument i form av en trädliknande kolonn med ett kors och en sköld, skapat av Friedrich August Stüler 1845.